# Čierťaž (Veporské vrchy)
Čierťaž (1204,3 m n. m.) je zalesněný vrchol v severní části Veporských vrchů mezi obcemi Nemecká a Osrblie. Leží severně od vrchu Hrb, který je považován za střed Slovenska.

## Přístup
- po  modré značce z Predajné přes Sedlo pod Kolbou a odtud po hřebeni lesem na vrchol
- po  modré značce od Chaty pod Hrbom a Sedlo pod Kolbou